# TLC: Tables, Ladders & Chairs (2020)
TLC: Tables, Ladders & Chairs (2020) — щорічне pay-per-view шоу «TLC», що проводиться федерацією реслінгу WWE, в якому брали участь бійці бренду Raw та SmackDown. Концепція шоу полягає в використанні столів, сходів і стільців під час поєдинків. PPV відбулося 20 грудня 2020 року у Тропікана-Філд в місті Сент-Пітерсбург, Флорида США. Це було 12-те шоу в історії TLC та перше PPV яке презентувало нову арену ThunderDome у Тропікана-Філд під час пандемії COVID-19. Вісім матчів відбулися під час шоу та одне з них перед показом основного шоу.
Шоу 2020 року стало останнім PPV TLC, оскільки шоу 2021 року було скасовано через підготовку до PPV Day 1 яке планувалось на 1 січня 2022 року.

## Матчі
| №                                | Матч | Тип матчу                                                            | Час   |
| -------------------------------- | --- | -------------------------------------------------------------------- | ----- |
| Kick off                         | Alpha Academy (Біг І, Чад Ґейбл), Денієл Браян та Отіс перемогли Короля Корбіна, Семі Зейна, Шинске Накамуру та Сезаро     | Восьми сторонній командний матч                                      | 08:35 |
| 1                                | Дрю МакІнтайр (c) переміг Ей Джей Стайлза (з Омосом) та Міза (з Джоном Моррісоном)                                         | Матч потрійної загрози зі столами, драбинами та стільцями            | 27:05 |
| 2                                | Саша Бенкс (с) перемогла Кармеллу (з Реджинальдом)                                                                         | Одиночний матч за чемпіонство SmackDown WWE серед жінок              | 12:10 |
| 3                                | The Hurt Business (Седрік Александр та Шелтон Бенджамін) (з MVP) перемогли The New Day (Кофі Кінгстон та Ксав’єр Вудс) (c) | Командний матч за командне чемпіонство WWE Raw                       | 10:00 |
| 4                                | Аска та Шарлотта Флер перемогли Наю Джекс та Шайну Басслер(с)                                                              | Командний матч за командне чемпіонство WWE серед жінок               | 10:05 |
| 5                                | Роман Рейнс (c) (з Полом Гейманом) переміг Кевіна Оуенса                                                                   | Матч зі столами, драбинами та стільцями за всесвітнє чемпіонство WWE | 24:45 |
| 6                                | Ренді Ортон проти "The Fiend" Брея Ваятта                                                                                  | Матч за правилами Firefly Inferno                                    | 12:00 |
| (c) — чемпіон на момент поєдинку | |                                                                      |       |